# Lingerie Senshi Papillon Rose
Lingerie Senshi Papillon Rose är en ONA-serie med en TV-version som också är en hentai. Skaparna av serien var de första som myntade begreppet ONA (Original Net Animation), då den till en början sändes över Internet. Senare blev det även en TV-serie vid namn Papillon Rose, skapad av studion Pink. Det är dock oklart om det är en TV-serie eller en OVA-serie, då olika källor påstår olika saker.